# فاسوديل
فاسوديل (اسم دولي غير مسجل الملكية) هو مثبط فعالٌ لكيناز الرو [الإنجليزية] وموسعٌ للأوعية الدموية. استُخدم منذ اكتشافه لعلاج التشنج الوعائي الدماغي، والذي غالبًا ما يحدث بسبب نزفٍ تحت العنكبوتية، بالإضافة إلى تحسين التراجع المعرفي الذي يظهر عند مرضى السكتة الدماغية، وقد وجد أيضًا أنه فعالٌ في علاج فرط ضغط الدم الرئوي. وقد ثبت في فبراير 2009 أن فاسوديل قد يُحسن الذاكرة في الفئران العادية، وبالتالي تحديد الدواء علاجلًا محتملًا لفقدان الذاكرة المرتبط بالعمر أو المرتبط بالتنكس العصبي.
تمت الموافقة على استخدامه في اليابان والصين، ولكن لم تتم الموافقة عليه من قبل إدارة الغذاء والدواء الأمريكية أو من قبل وكالة الأدوية الأوروبية.